# Synagoga w Dajr al-Kamar
Synagoga w Dajr al-Kamar (arab. كنيس دير القمر) – synagoga znajdująca się w Deir el Qamar, miejscowości w dystrykcie Asz-Szuf, w południowo-centralnym Libanie. Jest najstarszą synagogą gubernatorstwa Dżabal Lubnan.
Synagoga została zbudowana w 1638 roku. Budynek jest w dobrym stanie, ale w 1998 roku został zamknięty ze względów bezpieczeństwa.